# ドリル (音楽のジャンル)
ドリル・ミュージック（Drill music）、またはドリル・ラップ（drill rap）、単にドリル（drill）は、2010年代初頭にシカゴで生まれたヒップホップ音楽のサブジャンルである。音響的にはトラップのサブジャンルに、歌詞的にはギャングスタ・ラップのサブジャンルに類似している。ドリルの歌詞は、不吉で対立的な性質で知られ、しばしばギャングの対立や様々な事件、時には殺人への言及を含むが、テーマ的にはより広範である。ドリルアーティストは、しばしば現実の対立を取り上げ、虚勢、挑発、嘲笑といった芸術的表現を取り入れることもある。
初期のドリルアーティストは、シカゴの犯罪、特にブラック・ディサイプルズやギャングスター・ディサイプルズとの関連で知られている。このジャンルは、チーフ・キーフ、リル・ダーク、リル・リース、フレッド・サンタナ、G・ハーボ、リル・ビビー、キング・ルイ、FBGダック、プロデューサーのヤング・チョップといった先駆的なシカゴのラッパーの成功により、2012年に mainstream の注目を集めた。リル・ジョジョ、S.ドット、エダイ、L'Aカポネ、ロンドナンバーナイン、リル・ミスター、SD、プロデューサーのリーク・E・リークといった他のラッパーも初期のドリルシーンに貢献した。さらに、DJケンAONやDJハスレノミクスといったDJもサブジャンルの初期の成長に貢献した。サーシャ・ゴー・ハード、ケイティ・ガット・バンズ、グループのプリティ・N・ピンクといった女性ラッパーは、ドリル音楽の独特な女性スタイルを確立した。
2010年代後半から2020年代初頭にかけて、キング・ヴォン、ポロG、コールボーイ、FBGダック、そして新たなスタイルを確立したリル・ダークといったアーティストと共に、シカゴ・ドリルは再び mainstream で復活した。2020年代にはドリルの人気は世界中に広がり、2021年にBBCはドリルを「世界の若者のサウンド」と評した。2010年代半ばにUKドリルシーンが登場し、67、ハーレム・スパルタンズ、CGM、スケンドー×AMといったアーティストが台頭した。UKドリルはその後、ブルックリン・ドリルを含むヨーロッパやアメリカの地域シーンに影響を与え、2020年代初頭にはポップ・スモークやファイヴィオ・フォーリンといったアーティストで mainstream の人気を博した。アイルランド、オーストラリア、オランダ、ガーナ、ウガンダ、デンマーク、フランスなどの地域でドリルシーンが注目されている。
このサブジャンルの物議を醸す性質は議論を呼んでいる。ドリル・ラップがもたらす影響については公の場で激しい議論が交わされており、イギリスやアメリカの一部の当局、選挙で選ばれた役人、評論家は、ドリル・ラップが現実世界の暴力を助長すると主張し、このジャンルとそのアーティストを非難している。一方で、ドリルは厳しい社会の現実を照らし出し、疎外された若者層の観客と密接に共鳴するものであり、アーティストは表現の自由の権利の範囲内にあると反論されている。投稿されたミュージックビデオの削除、パフォーマンスの妨害、歌詞を犯罪証拠として合法化するといったサブジャンルを抑制する試みがイギリスやアメリカで実施され、さらなる論争を呼んでいる。

## 特徴

### 歌詞
ドリルの歌詞は敵対的で攻撃的であり、時には「戦闘的なエネルギー」を帯びる傾向がある。『ガーディアン』紙のルーシー・シュテーリクは、「ニヒリスティックなドリルは、その清潔なヒップホップの片方が失敗したところで、現実の生活を反映している」と述べた。ドリルの歌詞は、ドリルの登場当時に富への上昇を賛美し祝う傾向があった初期のシカゴのラッパーや現代の主流ヒップホップの主題とは対照的である。
ドリルの歌詞は通常、ストリートでの犯罪を反映しており、ザラザラしていて、暴力的で、現実的で、ニヒリスティックな傾向がある。『フィラデルフィア・インクワイアラー』紙はドリルの歌詞を「暴力を賛美している」と評し、その曲は「しばしば銃撃をあからさまに描写し、犠牲者を嘲笑し、敵を挑発する」と述べている。ホット97のDJドリュースキーによると、「ニューヨーク・ドリルシーン全体を始めたのは、『もし俺がお前とビーフになったり、問題があったりしたら、このレコードで言ってやる』ということだった」。ドリルの歌詞では、「opp」または「opps」という用語が敵対するギャングメンバーやライバルを指すのに頻繁に使用される。ドリルラッパーは、オートチューンを通してフィルターをかけられた、陰鬱で無表情なデリバリーを使用し、これはソウルジャ・ボーイ（最も初期の非地元キース・コラボレーターの一人）やそれ以前のリル・ウェインの「酔っぱらって目的のないような歌い方」に影響を受けている。アトランタを拠点とするラッパーのグッチ・メインとワカ・フロッカ・フレイムは、初期のドリルラッパーに重要な影響を与えた。

### プロダクション
BBCは、「2000年代のほとんどのヒップホップを支配したアトランタ生まれのラップスタイルであるトラップが、しばしばリズミカルに硬直しているのに対し（各小節の3拍目にスネアが落ちる）、ドリルは機関銃の速射を思わせる、スキップするようなシンコペーションのハイハットパターンに合わせて動く」と述べている。
『ガーディアン』紙はドリルのプロダクションスタイルを、「神経質なフットワーク、南部のヒップホップ、そしてトラップの808トリガーフィンガーの音響的な従兄弟」と評した。ヤング・チョップは批評家からしばしばこのジャンルの最も特徴的なプロデューサーとして挙げられている。トラッププロデューサーのレックス・ルガーの音楽サウンドはドリルに大きな影響を与えており、ヤング・チョップはショウティ・レッド、ドラマー・ボーイ、ゼイトーヴェンをドリルの重要な先駆者として挙げている。シカゴ・ドリルは伝統的に、シンセブラスやベルのメロディックな要素、クラッシュシンバルの使用、そして忙しいスネアドラムパターンによって特徴づけられる。
ブルックリン・ドリルで一般的に利用されるUKドリルのプロダクションは、より速いBPM、808の「スライド」、そしてハイハットパターンにおけるスピードアップしたトレシージョリズムの使用を含む、よりシンコペーションの効いたドラムリズムによって特徴づけられる。

### 音楽性
ドリルラッパーは若い傾向があり、シーンの多くの著名なミュージシャンは10代のうちに注目を集め始めた。このジャンルの最も著名なミュージシャンの一人であるチーフ・キーフは、16歳でインタースコープ・レコードと数百万ドルのレコード契約を結び、極端な例として、リル・ウェインは13歳のドリルラッパー、リル・マウスを支持した。批評家は、ドリルラッパーが比喩や言葉遊びに無関心であると指摘している。チーフ・キーフは、彼のシンプルなフロウは意識的なスタイルの選択であると述べた：
「自分が何をしているか分かっている。マスターしたんだ。そして、比喩やパンチラインはほとんど使わない。必要ないからだ。でも、やろうと思えばできる...。それはやりすぎだと思う。今起こっていることをそのまま言う方がいい...。僕はそういう比喩やパンチラインはあまり好きじゃない」
『シカゴ・マガジン』のウェット・モーザーは、キースの曲は「歌詞的、リズム的、感情的に希薄であり、だからこそ息苦しく閉所恐怖症的に聞こえる...。それは運命論的ですらない。なぜなら、それは歌詞にはない自己意識や道徳的配慮を意味するからだ。それはただ、何度も何度も存在するだけだ」と書いた。『ニューヨーク・タイムズ』のシーンに関するプロフィールでは、このジャンルの攻撃性について次のように考察している：
「稀な例外を除き、この音楽は無媒介で生々しく、明るい点がなく、怒りと暴力に焦点を当てている。これをタフで、容赦なく、コンクリートのように硬い音楽を喜びのないものと呼びたくなるが、実際にはその暗さにおいて活気に満ちている。その実践者のほとんどは若く、シカゴ、特に若者の間で起きている途方もない暴力（今年はシカゴで数十人のティーンエイジャーが殺害され、しばしばギャングに関連している）を背景に創造性を発揮している。（シカゴのギャングとシカゴのラップには長い重複の歴史がある。）彼らの音楽が不機嫌な脅迫の交響曲であることは驚くべきことではない」

## 歴史

### 初期のシカゴ・ドリル
『Complex』のデビッド・ドレイクは、ドリルは特定のプロダクションスタイルによって定義されるものではなく、「文化全体、つまりスラング、ダンス、メンタリティ、そして音楽そのものに関するものであり、その多くはウッドローン地区のギャングが定義した領域である『ドロ・シティ』に由来する」と述べた。
ストリートスラングで「ドリル」は戦うことや報復することを意味し、「女性が着飾ることから、ストリートでの全面戦争まで、あらゆることに使われる」。ドロ・シティのラッパーであるパックマンは、このサブジャンルの文体的な創始者であり先駆者と見なされており、この用語を地元のヒップホップ音楽に初めて適用したとされている。パックマンの2010年のトラック「It's a Drill」は、この用語がジャンルに関連付けられた最初の例である。
ドリルラッパーによる初期のソーシャルメディアの利用について、ミュージシャンのナレッジは、「ドリルラッパーは、その天才性とソーシャルメディアを使って大規模な観客を獲得する能力という点で、これまで見過ごされてきたと私が信じる方法で、バイラリティを理解していた」と述べた。
ラッパーのドレイクは、ドリルシーンを2010年代初頭のシカゴヒップホップの台頭の主要な原動力と評し、このシーンを、ストリート、ソーシャルメディア、クラブやパーティーのネットワーク、そして高校の間といった閉鎖的で相互に関連したシステムの中で育まれた草の根運動と表現した。ドリルは、暴力の激化と殺人事件の危機の中で、シカゴのサウスサイドで発展した。『Salon』のマーク・グアリーノは、この音楽が「数千人のメンバーをそれぞれ支配する巨大な犯罪組織間の歴史的な対立から、支配範囲がわずか数ブロックに過ぎない小規模なハイブリッドグループ間の個人的ないざこざや報復的な紛争へと移行する中で」成長したと書いている。「これらの地域で生活する厳しい現実が、ドリル音楽を形作った」。ドリルシーンでは、ラップの対立とギャングの対立が重なり合っており、若いラッパーの多くは暴力の経験を持つ背景から来ている。『インデペンデント』紙のサム・グールドは、チーフ・キーフが「現在のヒップホップ文化の恐ろしい潮流と、アメリカ社会における深刻に疎外されたグループの両方を代表している」と書いた。
YouTubeは多くのドリルラッパーがミュージックビデオを公開するプラットフォームであり、最終的にこのジャンルの人気に大きく貢献した。チーフ・キーフはドリル音楽の主要な創始者であり普及者と見なされており、それを主流に持ち込んだ責任者である。2011年と2012年に、彼は「Love Sosa」、「I Don't Like」、「Bang」を含む複数のシングルをレコーディングし、これらはバイラルヒットとなり、その後インタースコープ・レコードから契約を提示された。ほぼ同時期に、別のドリルラッパーであるキング・ルイもエピック・レコードからレコード契約を提示された。
2012年後半までに、他のシーンのラッパーや、カニエ・ウェスト、ドレイク、リック・ロスといったヒップホップスターがドリルミュージシャンとコラボレーションするようになった。カニエ・ウェストは2012年のGOOD Musicのコンピレーションアルバム『Cruel Summer』で「I Don't Like」を「Don't Like」としてリミックスし、ウェスト、チーフ・キーフ、プシャ・T、ビッグ・ショーン、ジェイダキスがフィーチャーされた。ウェストは2013年のアルバム『Yeezus』でドリルの影響を挙げており、チーフ・キーフとキング・ルイのボーカルがアルバムにフィーチャーされた。
ニュージャージーのDJアカデミクスの解説YouTubeチャンネル「War in Chiraq」は、初期のシカゴ・ドリルシーンをより広い聴衆に紹介する上で重要な役割を果たした。最初の2年間で25万人の登録者と9400万回の再生回数を記録した。アカデミクスは「私は物語を創り出し、ラッパー自身を助けるために多くのことをしてきた」と語っている。
ビデオグラファーのA Zae Productionは、初期のドリルシーンの主要なビデオグラファーの一人であった。ビデオグラファーのZackTVもまた、シカゴの初期ドリルシーンをより広い聴衆に広める上で重要な役割を果たした。彼が行ったYouTubeインタビューには、チーフ・キーフの初のカメラ前インタビューや、L'Aカポネやロンドナンバーナインといったアーティストとのインタビューが含まれている。ZackTVの活動は、ドリル音楽の背景にあるシカゴのギャング文化に関する、当時まだ存在しなかった親密な現場でのビデオジャーナリズムというメディアのニッチを生み出した。ZackTVは、国内のそのニッチな分野の他のギャングランド記者からメンターと見なされていた。
ドリルの主題は、キッド・シスター、ルーペ・フィアスコ、プサルム・ワン、ライムフェスト、ザ・クール・キッズといった初期のシカゴのラッパーのそれとは大きく対照的である。
年長のシカゴのラッパーたちは、ドリルの人気と暴力に対する反応は様々であった。ラジオインタビューで、ラッパーのルーペ・フィアスコは「チーフ・キーフは怖い。彼自身が怖いわけではなく、彼が代表する文化が怖いんだ...。シカゴの殺人率は急上昇していて、誰がそれをやっているか、誰が犯しているかを見ると、みんなチーフ・キーフのように見える」と語った。チーフ・キーフがTwitterでフィアスコを脅迫した後、フィアスコは音楽シーンからの引退を考えていると述べた。ライムフェストは、ドリルは「殺人のテーマ音楽だ」とツイートした。
チーフ・キーフのデビューアルバム『Finally Rich』は2012年後半にインタースコープ・レコードからリリースされ、その後このジャンルの「クラシック」アルバムと評された。温かい批評にもかかわらず、『Finally Rich』は初週で5万枚という期待外れの売上となり、その結果、レコードレーベルは過剰反応し、これを「一時的な流行」と見なした。

### ドリルの拡大

#### UKドリル
シカゴのドリルラップは2012年以降、主流での人気が低下したが、イギリスで新たなシーンが生まれ、2010年代後半には主流の人気を獲得し、ヨーロッパ中に広がり、大陸各地でドリルシーンの創設に影響を与えた。UKドリルは、2012年以降に南ロンドンのブリクストン地区で生まれたドリル音楽とロード・ラップのサブジャンルである。シカゴのドリル音楽のスタイルを強く借用し、UKドリルのアーティストはしばしば暴力的で快楽主義的な犯罪生活についてラップする。通常、このスタイルの音楽を作成する人々はギャングと関係があるか、犯罪が多くにとって生活の一部となっている社会経済的に恵まれない地域出身である。
『ガーディアン』紙は、「シカゴで生まれ、ロンドンと同様に労働者階級の黒人人口がおそらく見捨てられ、暴力に陥った都市であるドリルは、当初は冷たく、大げさなギャングスタ・ラップのスタイルだった。その最大のブレイクスターは、おそらく2012年のトラック『I Don’t Like』で有名なチーフ・キーフだった。このスタイルはイギリスに伝わり、旧世代のグライムから自分たちを定義しようと熱望する若い世代のMCたちに受け入れられた。ブラック・ブリティッシュ・ミュージックの他の分野がアフリカン・ポップやダンスホールを探求し、好色的で比較的気楽な『アフロ・スウィング』や『アフロ・トラップ』のスタイルを生み出したのに対し、ドリルはアメリカと、90年代からラップの特徴であった暴力の物語に目を向けている」と書いている。
UKドリル音楽は、ドリルが存在する数年前に人気を博したイギリスのギャングスタ・ラップのスタイルであるロード・ラップと密接に関連している。音楽的に、UKドリルはしばしば暴力的な言葉遣いや挑発的な歌詞を特徴とする。UKドリル音楽は、シカゴのドリルと比較して独自のプロダクションスタイルを発展させた。UKドリルのグループ67は、初期の基礎段階で強く影響を受けていたシカゴの影響からサウンドを転換させ、より homegrown なサウンドを形成したと評価されており、67のメンバーであるLDは「UKドリルのゴッドファーザー」と称されている。

#### ブルックリン・ドリル
2010年代半ばには、ボビー・シュマーダやロウディ・レベルといったシカゴの影響を受けたブルックリン・ドリルのアーティストが登場し、2010年代後半にはポップ・スモーク、シェフG、ファイヴィオ・フォーリン、スリーピー・ハロウ、22Gzといったブルックリン出身の新たな著名ドリルアーティストが登場した。
後のブルックリン・ドリルのプロダクションは、UKドリル（後者はグライムやUKガラージのプロダクションの影響を受けている）に大きく影響されており、ファイヴィオ・フォーリン、シェフ・G、Smoove'L、Bizzy Banks、22Gz、ポップ・スモークといったアーティストが、808Melo、Yamaica Productions、Yoz Beats、Tommyprime、AXL BeatsといったUKドリルのプロデューサーとコラボレーションしている。808Meloがプロデュースしたポップ・スモークの楽曲「Welcome to the Party」は2019年に著名なリリースとなり、ニッキー・ミナージュ、ミーク・ミル、イギリスのMCスケプタによるリミックスが制作された。シェフGの「No Suburban」（2017年リリース）と22Gzの「Suburban」（2016年リリース）は、後のブルックリン・ドリルに注目を集めるきっかけとなったとされている。

## 論争と議論
ブルックリンとブロンクスのドリルアーティストで暴力の犠牲者となった者には、TDott Woo、ポップ・スモーク、18歳のChii Wvttz、14歳のノッティ・オサマ、17歳のジョーダニー・アラセナ、ニック・ブリクスキー、リル・ティージェイ、そしてナス・ブリクスキー（後者2人は銃撃を生き延びた）がいる。暴力的およびギャング関連の犯罪で起訴されたブルックリンとブロンクスのドリルラッパーには、シェフ・Gとスリーピー・ハロウ、C・ブルー、ケイ・フロック、ネイ・ベンツ、そしてシャ・EKが含まれる。2020年代のギャング暴力の急増とニューヨーク市でのドリル・ラップの台頭は、ニューヨーク市長エリック・アダムズ、ニューヨーク市警察の警察官、ブルックリン地方検事エリック・ゴンザレスといった一部の当局者に、ドリル・ラップがニューヨーク市のギャング暴力を煽るものと見なされるようになった。地方検事ゴンザレスは2022年に、「最近ブルックリンで起きた多くの銃撃事件はドリルに直接関係している...これらのドリル・ラップのビデオが若者たちの命を奪っている。音楽が暴力の原因というわけではないが、報復の欲求を煽っている」と述べた。ハーバード大学の社会科学准教授であるブランドン・テリーは、「ニューヨークのエリック・アダムズ市長のような選出された役人たちは、ドリル音楽を一種の悪魔の契約のように描写しており、そこでは音楽エグゼクティブやソーシャルメディア企業が利益のためにギャング暴力を加速させ、商品化している」とコメントした。2022年9月、ニューヨーク市警は、公共の安全への懸念とラッパーたちが暴力を扇動する恐れから、地元のドリルアーティストをローリング・ラウドフェスティバルから排除するよう命じたが、これはワーナー・レコードのようなレーベルからの批判を招き、彼らはアーティストへの指導が犯罪から遠ざける鍵であると信じていると述べた。
2019年の著書『Rap on Trial: Race, Lyrics, and Guilt in America』の共著者であるエリック・ニールセンは、ABCニュースに対し、ドリル音楽の「暴力との主要な関連性は芸術的かつ創造的なものであり」、その音楽はラッパーたちに「彼らが記録する暴力的な地域から抜け出す道」を提供していると語った。サウスカロライナ大学の人種とメディアの教授であるジャバリ・エヴァンスは、ドリルアーティストには自己表現の権利があると指摘し、「ドリルをスケープゴートにするのは簡単だ」が、「現実には、特定のコミュニティに存在した状況、空間、場所、問題はドリルが登場するずっと前から存在していた」と述べた。著名なブルックリンのドリルラッパーであるファイヴィオ・フォーリンは、このジャンルを擁護して、「人を殺しているのは音楽ではない。ゲットーの奴らがそこから抜け出すのを助けているのが音楽だ」と述べた。
ロンドン大学シティ校の社会学上級講師であるジョナサン・アイランは、UKドリルを検閲することに反対し、『The British Journal of Criminology』で、ドリルラッパーは歌詞の中で暴力を誇張し、捏造していると書いた。彼は、「これはドリラーが被害者または加害者として関与する犯罪や暴力の発生を否定するものではなく、むしろ、その暴力が音楽に直接関連している、あるいは音楽によって引き起こされたり、証明されたりするものと見なさないことを強調するものである」と書いた。彼はさらに、ドリルを犯罪化する試みはコミュニティを疎外し、「最終的には都市暴力を引き起こす状況を悪化させるだけだ」と述べた。スタンフォード大学のアメリカ人社会学教授であるフォレスト・スチュアートも同様の発言をし、「ドリル音楽を悪者扱いすることは、当局がビデオにレプリカ銃を持っていたとしてラッパーに追加の刑事告発を行うなど、刑罰制度に若い黒人男性に対する弾薬を与えることになる」と警告した。
ドリルは、ルーペ・フィアスコやディー・ワンといったラッパーから批判されており、後者はドリル音楽に関する公開フォーラムで、「消費者として、皆さんは文字通り、もっと見たいと思うものを何でもサポートする選択肢がある...もし本当に自分たちの状況が変わってほしいと願うなら、アーティストとして、『周りの世界をより良くするために実際に進歩的で役立つコンテンツを出すために、人気や金をいくらか犠牲にしなければならないかもしれない』と言う選択肢がある」と述べた。
一部のラッパーは、故人となったライバルをディスる内容を音楽に取り入れた後、ヒップホップファンからより多くの注目とストリーミング再生を得ることに気づき、そうしたディスを取り入れた一部のドリル音楽はバイラルになった。『フィラデルフィア・インクワイアラー』紙は、フィラデルフィアの10代のドリルラッパーが「名声と金銭の追求に煽られ...成功への方程式は故人をディスすることだと信じるようになった。暴力に関する衝撃的な歌詞が、彼らの曲に数十万、時には数百万のリスナーを引き寄せたことを彼らは学んだ」と報じた。場合によっては、ラッパーたちはディスした相手を知らなかったり、会ったこともなかったりした。リル・ダークやチーフ・キーフを含むドリルの創始者の何人かは、ドリル音楽で故人のライバルをディスする行為から距離を置くか、それをやめるよう促している。
ブルックリンとブロンクスのドリルシーンから生じる死と犯罪に対応して、2022年初頭、ホット97のDJドリュースキー、ジョー・バドゥン、ホット97の「エブロ・イン・ザ・モーニング」のエブロ・ダーデン、D-Teck、そしてパワー105.1のDJゲイブPを含む多くの著名なニューヨークのDJや音楽インフルエンサーが、ドリルやディスレコードの放送を中止することを誓うか、そのようなコンテンツを放送しないという彼らの拒否を再表明した。
ドリルソングでディスられた犠牲者の母親の中には、息子たちがドリルソングで侮辱されるのを聞いて、フラストレーションと痛みを感じると公にコメントした者もおり、暴力の終結と息子たちのための正義を求めた者もいる。これには、2011年に殺害されたシカゴのティーンエイジャーで、ギャングスター・ディサイプルズのメンバーとされるションデール・「トゥーカ」・グレゴリーの母親も含まれる。彼はその後、ラッパーのチーフ・キーフ、リル・ダーク、キング・ヴォンの音楽で嘲笑された。グレゴリーの母親は、「なぜ？それが私が彼らに聞きたいことのすべてです。私の息子があなたたちに何をしたというのですか、こんな風に彼を侮辱するなんて。彼らが作るすべての曲に『俺たちはトゥーカを吸っている』と入っている...。私の息子が亡くなってどれくらい経つか知っていますか？2011年からです。今は2022年で、彼はまだ話題になっている」と語った。
フリーズ・コルレオーネのようなフランスのドリルアーティストの一部は、奴隷制度、ユダヤ人、地政学的紛争、テロ、小児性愛者、陰謀論、性差別、政治に対する立場のために、トラブル（コンサートの中止、流通の制限）に巻き込まれている。

## 大衆文化において
2023年のWe TVのドラマシリーズ『Kold x Windy』は、シャキーア・オーガスティンとナイジャ・ブレニアが演じる2人の女性が、シカゴの暴力的なドリル音楽の世界で成功しようとする姿を描いている。